# Чарлс Елтон
Чарлс Елтон  (29. марта 1900 – 1. маја 1991) био је енглески зоолог и научник у области екологије животиња. Његово име повезано је са успостављањем модерне екологије становништва и заједнице, укључујући студије инвазивних организама.

## Приватни  живот
Чарлс Елтон рођен је у Манчестеру као син књижевног учењака Оливера Елтона и књижевнице за дјецу Летитие Маинард Елтон. Имао је једног старијег брата Џефрија Елтона. Чарлес Елтон снажно истиче у многим својим радовима да своје занимање за природну историју дугује брату Џефрију. Џефри је умро у 33. години. Чарлес Елтон се оженио британском песникињом Идит Џој Сковел 1937. године, својим првим браком од пет година, за Росе Монтагуе, окончавши пријатељским разводом. Чарлес и Идит су имали двоје деце.

## Професионални живот
Чарлес Елтон школовао се на Ливерпол Колеџу на Оксфорд Универзитету, одакле је дипломирао зоологију 1922. године, први у теренском истраживачком пројекту, а трећи на испитима, а потом је имао целу академску каријеру. Елтонов професионални циљ био је претварање природне историје у науку о екологији применом научне методе за проучавање живота животиња у њиховим природним стаништима и њихове интеракције са околином. 1921. године, још док је био студент, био је помоћник Јулиана Хуклеија у експедицији у Спитсберген. Овде је направио еколошко истраживање арктичних кичмењака, пројекат који је наставио на три следеће арктичке експедиције 1923., 1924. и 1930.
На рану каријеру Елтона снажно су утицали Александер Цар-Саундерс, Виктор Ернест Схелфорд и Гордон Хевит. Године 1922. Алекандер Цар-Саундерс написао је Тхе Популатион Проблем: Студи оф Хуман Еволуција где је изнео утицај пренасељености код људи који имају каскадне ефекте на биљни и животињски свет широм света. Касније је Елтон применио ове идеје о флуктуацији становништва на животиње. Вицтор Ернест Схелфорд је написао Животне заједнице у умереној Америци 1913. године, где је изнео три главна принципа екологије:
1. наглашавајући важност проучавања физиологије организма, а не физиологије одређеног органа;
2. оцењивање "појава понашања и физиологије" у односу на природно окружење; и
3. повезивање екологије биљног живота и животиње животиња.

Из књиге Гордона Хевита из 1921. године „Очување дивље животиње у Канади“ Елтон је приметио циклусе популације канадског риса и сноговог зеца и развио веће разумевање флуктуација становништва у арктичким кичмењацима.
Елтон је 1932. године основао Биро за популацију животиња у Оксфорду, који је постао центар за прикупљање података о флуктуацијама популација животиња. Исте године основан је Јоурнал оф Анимал Ецологи и Елтон је постао његов први уредник. 1936. године постављен је за читаоца из екологије животиња на Оксфордском универзитету, а факултет Цорпус Цхристи изабрао га је за вишег научног сарадника.
За време Другог светског рата, Биро за животињску популацију добио је задатак да нађе ефикасне методе за контролу штакора, мишева и зечева од стране Пољопривредног истраживачког савета.
Након Другог светског рата, Елтон је започео двадесетогодишње истраживање животиња и њихових међусобних веза на имању Витхам Универзитета Оксфорд, укључујући животиње на ливадама, шумама и води. Након одласка у пензију студирао је у тропској Америци. Велико интересовање за очување природе и проблеме у управљању природним резервама имао је од велике важности за оснивање Савета за заштиту природе 1949. године. Изабран је за члана Краљевског друштва 1953. године, а друштво је добио Дарвинову медаљу 1970.

## Интелектуално наслеђе
Године 1927. Елтон је објавио своју сада класичну књигу Екологија животиња. Ова књига оцртава важне принципе еколошких студија о понашању животиња и историји живота, као што су ланци хране, величина прехрамбених намирница, еколошка ниша и концепт пирамиде бројева као методе представљања структуре екосистема у терминима односа храњења. У каснијим радовима о теорији о ниши, неки аутори су посматрали Елтонову дефиницију - елтонску нишу - у погледу функционалних својстава организама (или њеног положаја у трофичкој мрежи), насупрот ранијој дефиницији Јосепха Гриннела која наглашава стања животне средине погодно за врсте. Међутим, други су тврдили да постоји више сличности него различитости између две верзије концепта нише.
Након Другог светског рата, Елтон се много више бавио утицајем инвазивних врста на природне екосистеме. Његова књига из 1958. године "Екологија инвазија животиња и биљака" основала је инвазивну екологију као посебну под-дисциплину. Први део књиге фокусира се на врсте нападача и њихов начин преношења у ново окружење. Други део књиге фокусиран је на борбу између инвазивних врста и домородаца, мада неки освајачи улазе у станишта без претходних врста које попуњавају своју специфичну нишу. Завршни дио Екологије инвазије животиња и биљака бави се питањем очувања и његовим значајем за одржавање разноликости врста.